# Поход Шапура II против арабов
Арабский поход Шапура II — военный поход государства Сасанидов 325 года против совершавших набеги арабских племён. Шапур II нанёс решительное поражение арабам, разместил солдат и чиновников вдоль аравийского побережья Персидского залива и возвёл оборонительную линию возле Аль-Хира.

## Арабские вторжения
В детстве Шапура II арабские кочевники совершили несколько вторжений на сасанидскую родину Парс, где совершили набег на Гор и его окрестности. Кроме того, они также вторглись в Мешан и Мазун.

## Поход
В возрасте 16 лет Шапур II возглавил поход против арабов. По словам ат-Табари, он лично отобрал для кампании 1 тыс. всадников, что, возможно, является отсылкой к отряду пуштигбанов. В первую очередь он провёл кампанию против племени иядов в Асористане, а затем пересёк Персидский залив, достигнув Аль-Хатта, региона между современными Бахрейном и Катаром. Затем он напал на Бану Тамим в горах Хаджар. Сообщается, что Шапур II убил большое количество арабского населения и уничтожил их запасы воды, забив их колодцы песком.
Расправившись с арабами восточной Аравии, он продолжил свой поход в западную Аравию и Сирийскую пустыню, где напал на несколько городов — дошёл даже до Медины. Из-за его жестокого обращения с арабами они называли его Dhū al-aktāf (араб. ذو الأكتاف‎, «тот, кто пронзает плечи»). Шапур II не только усмирил арабов Персидского залива, но и вытеснил многие племена вглубь Аравийского полуострова. Кроме того, он также силой депортировал некоторые арабские племена: Бану Таглиб — в Бахрейн и Аль-Хатт; Бану Абд аль-Кайс и Бану Тамим — в Хаджар; Бану Бакр — в Керман, а Бану Ханзала — в место близ Хормизд-Ардашира.
В зороастрийском писании Бундахишн про арабский поход говорится: «Во время правления Шапура (II), сына Хормизда, пришли арабы; они взяли Хориг Рудбар; много лет с презрением (они) устраивали набеги, пока Шапур не пришёл к власти; он уничтожил арабов и захватил землю и уничтожил многих арабских правителей и вырвал множество плеч».
Колонии персидских чиновников и солдат были размещены в новых гарнизонах вдоль аравийского побережья Персидского залива, особенно на стратегическом побережье Омана в районе Эль-Батина, включая оконечность полуострова Мусандам, Сохар и Рустак.
Чтобы предотвратить новые набеги арабов на его страну, Шапур II приказал построить оборонительную линию возле Аль-Хира, которая стала известна как Стена арабов (среднеперсидский: war ī tāzīgān, араб. خندق سابور‎ khandaq Sābūr, «Ров Шапура»).